# هلدر (بازیکن فوتبال)
هلدر (انگلیسی: Hélder؛ زادهٔ ۲۱ مارس ۱۹۷۱) بازیکن فوتبال سابق و مربی اهل پرتغال است.
از باشگاه‌هایی که در آن بازی کرده‌است می‌توان به نیوکاسل یونایتد، بنفیکا، دپورتیوو لاکرونیا، پاری سن ژرمن، بنفیکا، لاریسا، و تیم ملی فوتبال پرتغال اشاره کرد.
وی همچنین در تیم‌های ملی فوتبال Portugal U21 Portugal بازی کرده‌است.